# Something New (chanson)
 (novembre 2018).
Pour les articles homonymes, voir Something New.
Singles par Axwell Λ Ingrosso
On My Way
(2015)
Something New est une chanson du duo de DJ Axwell Λ Ingrosso. Le titre est sorti le 27 novembre 2014. La chanson est écrite par Axwell et Sebastian Ingrosso.

## Liste du format et édition
| 1. | Something New | 4:07 |